# Соната для фортепиано № 5 (Скрябин)
Соната для фортепиано № 5 фа-диез мажор соч. 53 написана русским композитором Александром Николаевичем Скрябиным в 1907 и опубликована в 1908 году. Это произведение является одним из сложнейших во всём творчестве Скрябина.

## История
После завершения своей симфонической поэмы «Поэма экстаза», соч. 54, Скрябин, живя в Париже, чувствовал постоянный дискомфорт. В начале сентября 1907 года в письме к Маргарите Морозовой он писал:

Жизнь в Париже страшно дорога, климат, то есть воздух в кварталах, в которых мы могли бы найти немного большую квартиру за ту же цену, ужасный, а главное, работать в парижских домах, в которых после 10-ти часов чуть ли не обязывают надевать туфли совершенно невозможно. Жизнь же в Лозанне и дешевле, и здоровее, и спокойнее.
Скрябин решил переехать жить в Лозанну со своей беременной женой Татьяной, поскольку нашел это место более дешёвым, тихим и здоровым и всего в семи часах езды от Парижа. Кроме того, там печаталась его музыка, поскольку недавно он разорвал долгосрочное партнерство с издателем Митрофаном Беляевым из-за финансовых разногласий.
В своем новом доме в здании С на площади Арф, Скрябин мог играть на фортепиано, не опасаясь жалоб соседей, и вскоре снова начал сочинять, параллельно с работой над партитурой «Поэмы экстаза».
В середине декабря Скрябин написал Морозовой о скором завершении своей новой работы:

Я буквально день и ночь сидел над окончанием «Поэмы экстаза»… Много взяла она у меня сил и терпения… Сегодня я почти окончил 5-ю сонату, то есть большую поэму для фортепиано, и нахожу её лучшим из всех своих сочинений для фортепиано. Не знаю, каким чудом это свершилось…
Хотя фактически сочинение сонаты заняло всего шесть дней, с 8 по 14 декабря 1907 года, некоторые идеи произведения возникли гораздо раньше. Начальные девять тактов первой темы экспозиции, Presto con allegrezza, можно найти в записной книжке с 1905 по 1906 год, когда Скрябин был в Чикаго. По словам Фобиона Бауэрса, эта тема связана с пьесой «Fragilité», Соч. 51 № 1, которая выступает в качестве предварительного наброска. В другой записной книжке 1906 года содержится тема Imperioso (такт 96 и далее), в то время как можно разобрать элементы из Meno vivo (такт 120 и далее), а также набросанные отрывки для нескольких других разделов.
Скрябин дал этой сонате для фортепиано эпиграф, взятый из его программы к «Поэме экстаза»:

Я к жизни призываю вас, скрытые стремленья!

Вы, утонувшие в темных глубинах

Духа творящего, вы, боязливые

Жизни зародыши, вам дерзновенье приношу!
Соната № 5 была встречена её первыми слушателями с непониманием. Для кого-то (например, для композитора Анатолия Лядова) соната стала гранью, за которой творчество Скрябина оказалось недоступным для понимания. Современников особенно удивили завершающие такты сонаты с их некоторой незавершённостью. Это неубедительное, по мнению современников, окончание произведения вызвало ироничное высказывание Сергея Танеева, который заявил, что «…это музыка, которая не кончается, а прекращается». Известно высказывание одного из первых слушателей сонаты, который по поводу завершения произведения заметил, что ему было непонятно, «…то ли соната окончилась, то ли пианист сбежал?»

## Структура
Произведение написано в сонатной форме с вступлением. Структура произведения описана в таблице ниже:
| Раздел     | Подраздел             | Отрывок | Такты   | Описание |
| ---------- | --------------------- | ------- | ------- | --- |
| Вступление | 1                     |         | 1-12    | Соната начинается с вступления. Её первая часть состоит из взволнованной темы, обозначенной Allegro. Impetuoso. Con stravaganza. В ней присутствуют трели и глиссандо, а заканчивается тема взволнованным нарастающим движением, за которым следует пауза. |
| Вступление | 2                     |         | 13-46   | Вторая тема вступления появляется в такте 13, она обозначена темповым указанием Languido. |
| Экспозиция | Главная партия        |         | 47-95   | Экспозиция начинается с такта 47. Главная партия, обозначенная как Presto con allegrezza, написана в тональности фа-диез мажор и имеет двухчастную форму. Первая половина начинается с фразы, состоящей из 6 тактов (гармонизированной доминантовым ундецимаккордом), за которой следует та же фраза, транспонированная на чистую кварту выше (гармонизированная минорным септаккордом от до-диез). После этого следуют 4-тактовая и производная от неё 5-тактовая фразы. Вторая половина (такт 69 и далее) начинается как первая, но теперь она проводится на органном пункте тоники. После повторения первых 12 тактов серия более коротких фраз вносит в тему больше волнения, что приводит к связующему разделу. |
| Экспозиция | Связующая партия      |         | 96-119  | Связующая партия начинается в такте 96 и состоит из трех двухтактовых мотивов. Она постепенно переходит от начальной тональности до-диез мажор к тональности си-бемоль мажор второй темы. Первый мотив обозначен как imperioso. Второй отмечен как sotto voce misterioso affanato. Эти два мотива исполняются поочередно три раза, затем второй расширяется и переходит в третий, состоящий из двух тактов, обозначенный как quasi trombe-imperioso. Доминантовый нонаккорд подготавливает вступление ко второй теме. |
| Экспозиция | Побочная партия       |         | 120-139 | Вторая тема начинается в такте 120. Она обозначена как meno mosso, написана в си-бемоль мажоре и также написана в двухчастной форме. Первая половина начинается с хроматической фразы, построенной на аккорде доминанты. Вторая (с такта 134) цитирует первую, но теперь на органном пункте тоники. |
| Экспозиция | Заключительная партия |         | 140-165 | Заключительная партия начинается с такта 140, прерывая вторую тему. Она состоит из трех мотивов. Вначале появляется двухтактовый мотив, обозначенный как allegro fantastico, за которым следует более длинная фраза, обозначенная как presto tumultuoso esaltato, повторяющаяся дважды. Она заканчивается сокращенной версией темы с трелью, и транспонирована на мажорную секунду вверх. |
| Разработка | 1                     |         | 166-184 | Разработка с такта 166 начинается с представления первых 17 тактов темы languido, транспонированной на большую секунду вверх. |
| Разработка | 2                     |         | 185-226 | За этим разделом разработки следует эпизод с главной партией, которая несколько раз «прерывается» мотивом imperioso. |
| Разработка | 3                     |         | 227-270 | В следующем разделе представлены материалы, взятые из вступления и коды. Сначала разрабатывается presto tumultuoso esaltato. Кратко цитируется тема «Трели» (такты 247—250). Затем высмеивается тема languido. |
| Разработка | 4                     |         | 271-288 | В такте 271 появляются фрагменты темы meno mosso. Сначала она частично дважды повторяется, а затем дважды прерывается темой allegro fantstico. |
| Разработка | 5                     |         | 289-312 | В такте 289 мотив allegro fantastico сменяет тему meno mosso, и начинается раздел, построенный на этом мотиве, создающий нарастание напряжения. |
| Разработка | 6                     |         | 313-329 | В такте 313 отрывок из allegro fantastico завершается кульминацией, основанной на теме meno mosso. Фраза из четырёх тактов звучит три раза, каждый раз на квинту ниже, сначала ре-бемоль мажоре, затем в соль-бемоль мажоре и, наконец, в си-мажоре. Однако ожидаемая финальная кульминация прерывается повторным воспроизведением первой темы на пианиссимо. |
| Реприза    |                       |         | 329-400 | Экспозиция (вторая половина главной партии, связующая, побочная партия) повторяется нота в ноту, будучи транспонированной на чистую квинту вниз. |
| Кода       |                       |         | 401-457 | Кода изменена таким образом, чтобы привести к кульминационному изложению на три форте темы languido, за которым следует восходящий порыв, основанный на первой музыкальной теме. |

## Записи
Это самая записываемая соната Скрябина. Пианист Святослав Рихтер назвал Сонату № 5 самым сложным произведением во всем фортепианном репертуаре.
Известные записи включают записи Алексея Султанова, Владимира Ашкенази, Владимира Горовица, Святослава Рихтера, Владимира Софроницкого, Майкла Понти, Самуила Фейнберга, Гленна Гульда, Марка-Андре Амлена, Бернда Глемзера, Марии Леттберг, Игоря Жукова и Пьетро Скарпини.